# Zadnje besede
Zadnje besede so besede, ki jih oseba izgovori ob svoji smrtni uri, tik preden umre. V nekaterih primerih jih tudi zapiše.